# Samsung SGH-U900 Soul
Samsung SGH-U900 Soul – telefon komórkowy wyprodukowany w Korei Południowej, wprowadzony na polski rynek w lutym 2008 roku. Model cechuje się dużą liczbą kolorów oraz aparatem fotograficznym o rozdzielczości 5 megapikseli.

## Dane

### Dane podstawowe
- Bluetooth
- CSD
- GPRS
- EDGE
- WAP 2.0
- Aparat fotograficzny 5 mpix

### Wiadomości
- Słownik SMS T9
- Długie Wiadomości
- EMS
- SMS
- Klient E-mail

### Oprogramowanie
- Java 2.0
- Kalendarz
- Lista zadań
- Notatnik
- Zegarek
- Budzik
- Stoper
- Minutnik

### Funkcje głosowe
- System głośnomówiący
- Radio
- Odtwarzacz MP3
- Wideokonferencja

### Dodatkowe informacje
- USB
- Obsługa kart pamięci do 8 GB